# توشیفومی سوزوکی
توشیکومی سوزوکی، (به انگلیسی: Toshifumi Suzuki) (زاده ۱ دسامبر ۱۹۳۲) بازرگان، کارآفرین و مدیر ارشد اجرایی ژاپنی است، که در حال حاضر به‌عنوان مدیر عامل اجرایی شرکت سون اند آی و رئیس هیئت مدیره شرکت سون ایلون فعالیت می‌نماید.